# Phoxocephalus erythrophthalmus
Phoxocephalus erythrophthalmus is een vlokreeftensoort uit de familie van de Phoxocephalidae. De wetenschappelijke naam van de soort is voor het eerst geldig gepubliceerd in 1875 door Catta.